# Supercoppa bielorussa 2017 (pallavolo maschile)
La Supercoppa bielorussa 2017 si è svolta il 7 ottobre 2017: al torneo hanno partecipato due squadre di club bielorusse maschili e la vittoria finale è andata per la prima volta al Budaŭnik Minsk.

## Regolamento
Le squadre hanno disputato una gara unica.

## Squadre partecipanti
| Squadra           | Qualificazione                          | Ultima partecipazione |
| ----------------- | --------------------------------------- | --------------------- |
| Budaŭnik Minsk    | Vincitrice Coppa di Bielorussia 2016-17 | Debutto               |
| Šachcër Salihorsk | Vincitrice Vysšaja Liha 2016-17         | Debutto               |

## Torneo
| 7 ottobre 2017 Sportivnyj Kompleks Mapid, Minsk Durata: 1h:53 - Spettatori: 500 | Budaŭnik Minsk | 3 - 1 | Šachcër Salihorsk | 25-15, 25-23, 23-25, 25-18 |